# Orden der Ritter und Brüder St. Johannis des Evangelisten aus Asien in Europa
Der Orden der Ritter und Brüder St. Johannis des Evangelisten aus Asien in Europa ist ein freimaurerisches Hochgrad-System des 18. Jahrhunderts, das auch unter dem Namen Asiatische Brüder (Weiteres s. dort) bekannt ist. Er gehörte zu den ersten freimaurerischen Körperschaften Kontinentaleuropas, die Juden offenstanden. − Inhalt und Rituale sind nicht identisch mit dem Grad Ritter St. Johannis des Evangelisten des Freimaurerischen und Militärischen Ordens des Roten Kreuzes von Konstantin, vom Heiligen Grab und Johannes des Evangelisten.